# Suriname
Il Suriname, ufficialmente Repubblica del Suriname (in olandese Republiek Suriname) è uno Stato indipendente dell'America meridionale, la cui capitale è Paramaribo. Con una superficie di poco più di 164000 km² e una popolazione di circa 639 084 abitanti, il Suriname è lo Stato meno esteso del continente. Lo Stato ottenne l'indipendenza dal Regno dei Paesi Bassi nel 1975; in precedenza era noto come Guiana olandese.
Bagnato a nord dall'oceano Atlantico, confina a est con il dipartimento d'oltremare della Guyana francese, a sud con il Brasile e a ovest con la Guyana. La lingua ufficiale è l'olandese. Altre lingue parlate sono lo sranan tongo, l'hindi, il giavanese e il saramaccano.
Per quanto riguarda il suo ordinamento, il Suriname è una repubblica presidenziale monocamerale; il presidente è sia capo di Stato che dell'esecutivo. Il presidente in carica del Suriname è Chan Santokhi, eletto nel 2020.

## Storia

### Periodo coloniale
All'inizio del XVI secolo l'area fu esplorata da spedizioni britanniche, francesi e spagnole. Il secolo successivo, nelle fertili pianure lungo i molti fiumi furono sostituite delle piantagioni da parte dei britannici e degli olandesi. La prima colonia documentata nella zona sorse lungo il fiume Suriname e fu chiamata Marshall's Creek, dal cognome di un inglese. Conquistata dagli olandesi nel 1667, rimase sotto il loro governo con il nome di Guyana olandese fino al 1954.

### Indipendenza
Il Paese ottenne l'indipendenza dal Regno dei Paesi Bassi il 25 novembre 1975. Tuttavia già dal 1954 il Suriname, le Antille Olandesi e i Paesi Bassi avevano cooperato sulla base di rapporti egualitari.
Il 25 febbraio 1980 Dési Bouterse prese il potere con un colpo di Stato militare. Bouterse strinse rapporti economici con Cuba, Libia e URSS, ma negando qualsiasi simpatia comunista e anzi dichiarandosi anticomunista. Tali rapporti arrivarono a preoccupare gli Stati Uniti, che ipotizzarono persino un piano di invasione per rovesciare Bouterse, non potendo tollerare il rischio di un nuovo Stato socialista in America meridionale. Dopo l'operazione militare statunitense Urgent Fury a Grenada, Bouterse, però, ridimensionò le sue ambizioni socialiste. La dittatura militare terminò con le elezioni del 1991: la guerra civile del Suriname, iniziata nel 1986 tra i militari e il Jungle Commando guidato da Ronnie Brunswijk, aveva contribuito a indebolire il potere di Bouterse.

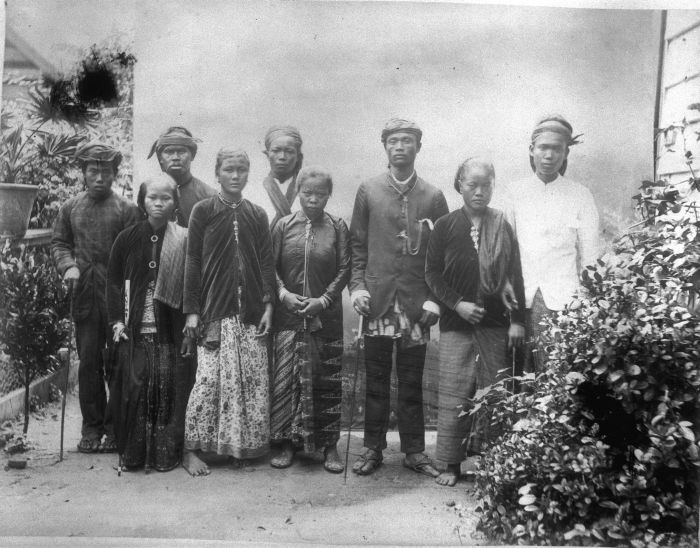
Migranti giavanesi portati dalle Indie orientali. Foto del 1880-1900
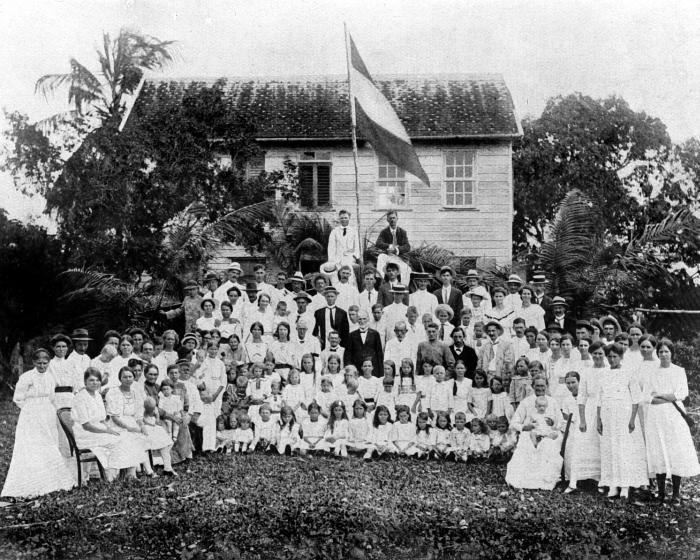
Coloni olandesi nel 1920 in una foto di Augusta Curiel. La maggioranza degli europei lasciò il Suriname dopo l'indipendenza del 1975.
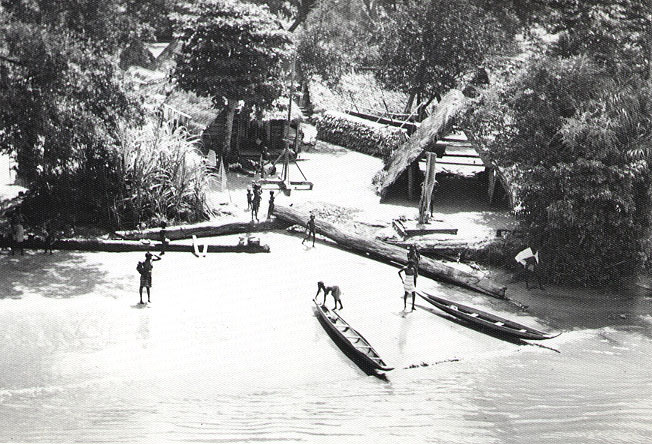
Villaggio Maroon lungo il fiume Suriname, 1955
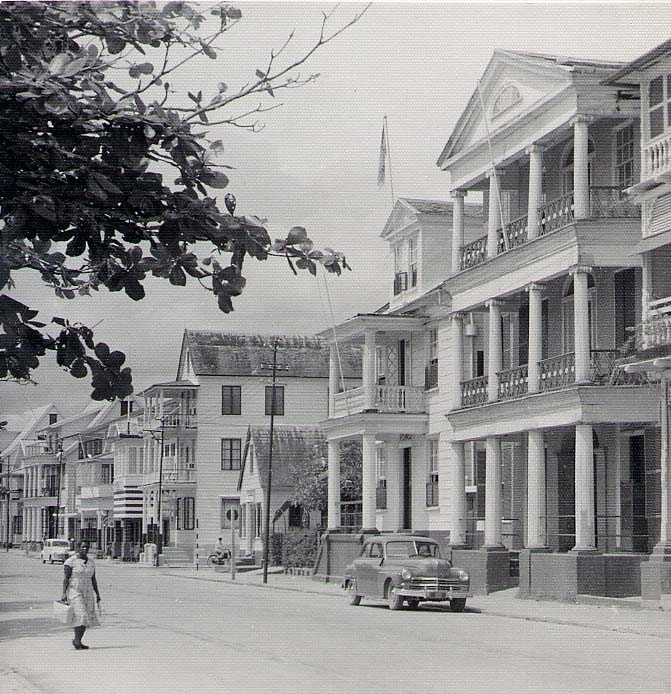
Case del lungomare di Paramaribo, 1955

## Geografia

### Principali città
- Afobaka
- Albina
- Bensdorp
- Brokopondo
- Brownsweg
- Charlottenburg
- Groningen
- Kwakoegron
- Moengo
- Nieuw Amsterdam
- Nieuw Nickerie
- Paramaribo - capitale
- Paranam
- Totness
- Wageningen
- Zanderij

### Morfologia

#### Principali montagne
- Juliana Top 1.280 m
- Tafelberg 1.026 m
- Hendrik Top 957 m
- Lely Berg 750 m
- Alimimuni Piek 728 m
- De Goeje Geb 658 m
- Nassau Berg 569 m

#### Principali catene montuose
- Montagne di Guglielmina 1.280 m
- Massiccio del Mitaraka 690 m

### Idrografia

#### Principali fiumi
- Coppename
- Courantyne
- Kabalebo
- Lawa
- Litani
- Lucie
- Marowijne o Maroni (in sranan tongo Marwina-Liba)
- Nickerie
- Saramacca
- Suriname
- Tapanahoni
- Cottica

#### Principali laghi
- Lago di Brokopondo o lago di W.J. van Blommestein

## Società

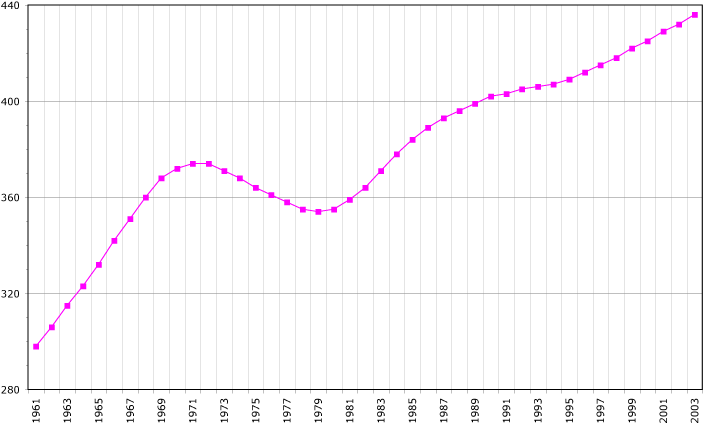
Struttura della potropicale del Suriname dal 1961 al 2013. Il declino tra 1969 e 1985 corrisponde alla migrazione verso i Paesi Bassi.

### Demografia
La popolazione del Suriname, secondo la stima del 2012, è pari a 541 638 abitanti ed è costituita da numerosi gruppi etnici, il più numeroso dei quali (27%) è quello dato dai discendenti degli indiani giunti dall'India durante il XIX secolo.
Un altro gruppo etnico piuttosto nutrito è quello dei creoli, i discendenti bianchi degli europei (16%); i giavanesi provenienti dalle Indie orientali olandesi costituiscono il 14% del totale. Numerose le etnie minori.
Il 90% della popolazione residente abita nella capitale Paramaribo o lungo la costa. Parte della comunità del Suriname si è trasferita in tempi recenti nei Paesi Bassi.

### Etnie
Il gruppo etnico più numeroso è costituito dagli indiani pari al 27% della popolazione surinamese, seguono gli africani (21%), i creoli (16%), i giavanesi (14%), i meticci (13%), gli amerindi (4%), i cinesi (2%), gli europei (1%) e altri (2%).

### Religione
| Religione       | Religione       |  | Percentuale | Percentuale |
| --------------- | --------------- |  | ----------- | ----------- |
| Cristianesimo   | Cristianesimo   |  | 48,4%       | 48,4%       |
| Induismo        | Induismo        |  | 22,3%       | 22,3%       |
| Islam           | Islam           |  | 13,9%       | 13,9%       |
| Altre religioni | Altre religioni |  | 4,7%        | 4,7%        |
| Non affiliati   | Non affiliati   |  | 10,7%       | 10,7%       |

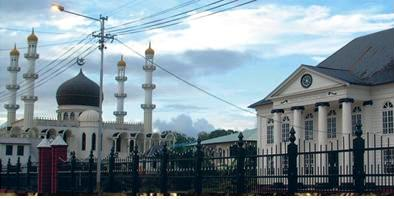
Sinagoga e moschea a Paramaribo

La religione maggiormente praticata è quella cristiano-cattolica (22,3%), seguita da quelle induista (19,9%), cristiano-protestante (18,4%) e musulmana (13,5%), mentre il restante 25,9% della popolazione segue altre credenze (notevole quella winti) oppure non è credente.

### Lingue

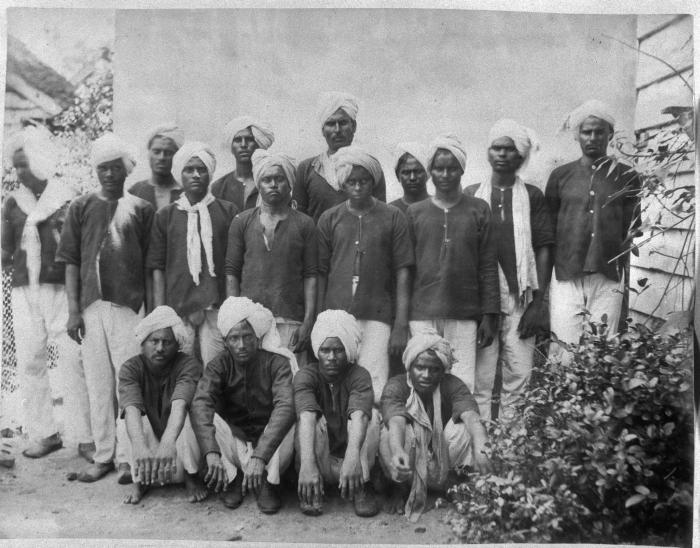
Lavoratori migranti indiani in Suriname

L'eterogeneità etnica del Paese si rispecchia anche sul piano linguistico. Tra le lingue diffuse vi sono infatti:
- l'olandese, unica lingua ufficiale, fino a non molto tempo fa usata principalmente come seconda lingua in contesti formali e ufficiali, oggi la lingua materna più diffusa, utilizzata nelle comunicazioni familiari da quasi il 50% degli abitanti, percentuale che sale al 60% nella capitale Paramaribo[9] (il Suriname è membro, insieme ai Paesi Bassi e alle Fiandre, della Nederlandse Taalunie, l'organizzazione dei Paesi di lingua olandese);
- lo sranan tongo, una lingua creola derivata dall'inglese durante gli oltre vent'anni di colonizzazione britannica e fortemente influenzata dall'olandese, dallo spagnolo, dal portoghese, dalle lingue dell'Africa occidentale e da quelle degli amerindi (inizialmente lingua madre del gruppo creolo, oggi impiegata insieme all'olandese come lingua franca del Paese nelle comunicazioni quotidiane);
- l'indostano, una forma di bihari, un dialetto dell'hindi, utilizzato dai discendenti dei lavoratori giunti dall'India nel corso dell'Ottocento;
- il giavanese, usato dai discendenti dei lavoratori giavanesi giunti nel corso dell'Ottocento;
- le lingue dei cimarroni, lingue creole di derivazione inglese o portoghese (saramacca, paramacca, ndyuka o aukan, kwinti e matawai (esiste un certo grado di intelligibilità con lo sranan tongo);
- le lingue degli amerindi, a loro volta distinte in lingue parlate da caribi e aruachi;
- il portoghese, parlato dalla comunità di immigrati brasiliani;
- il cinese hakka e il cantonese, diffusi presso la popolazione cinese di più antica venuta;
- il cinese mandarino, parlato dai cinesi di più recente arrivo;
- l'inglese e lo spagnolo sono poi largamente utilizzati come lingue straniere, specie in ambito commerciale e turistico.

## Ordinamento dello Stato
Il Suriname è una repubblica parlamentare mista con un parlamento monocamerale (l'Assemblea nazionale) ed un Presidente come capo di Stato e di governo. La Costituzione del Suriname risale al 30 settembre 1987.

### Suddivisioni amministrative
Il Suriname è suddiviso in nove distretti rurali (in olandese distrikten, al singolare distrikt), oltre al distretto urbano di Paramaribo.
| #  | Distretto  | Capoluogo       | Superficie km² | Abitanti | Densità | Località principali   |
| -- | ---------- | --------------- | -------------- | -------- | ------- | --------------------- |
| 1  | Brokopondo | Brokopondo      | 7 364          | 14 215   | 2       | Brownsweg, Kwakoegron |
| 2  | Commewijne | Nieuw Amsterdam | 2 353          | 24 649   | 10      | Charlottenburg        |
| 3  | Coronie    | Totness         | 3 902          | 2 887    | 0,7     | -                     |
| 4  | Marowijne  | Albina          | 4 627          | 16 642   | 4       | Moengo                |
| 5  | Nickerie   | Nieuw Nickerie  | 5 353          | 36 639   | 7       | Wageningen            |
| 6  | Para       | Onverwacht      | 5 393          | 18 749   | 3       | Paranam, Zanderij     |
| 7  | Paramaribo | Paramaribo      | 182            | 242 946  | 1 335   | -                     |
| 8  | Saramacca  | Groningen       | 3 636          | 15 980   | 4       | -                     |
| 9  | Sipaliwini | Paramaribo      | 130 567        | 34 136   | 0,3     | Bensdorp, Maripasula  |
| 10 | Wanica     | Lelydorp        | 443            | 85 986   | 194     | -                     |
|    | Suriname   | Paramaribo      | 163 820        | 492 829  | 3       | -                     |

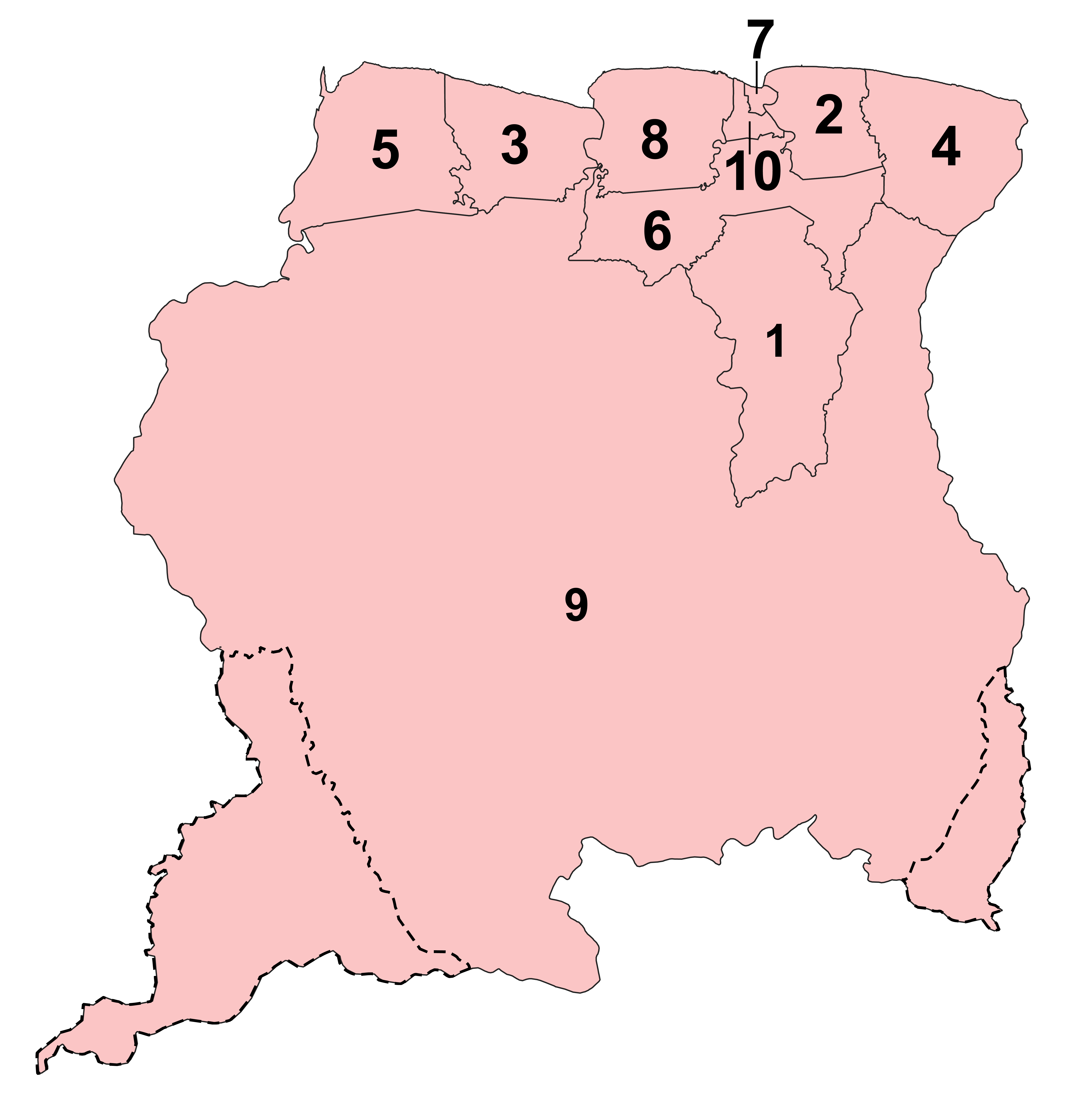
Distretti del Suriname

I distretti sono suddivisi in 62 comuni (ressort).

### Istituzioni

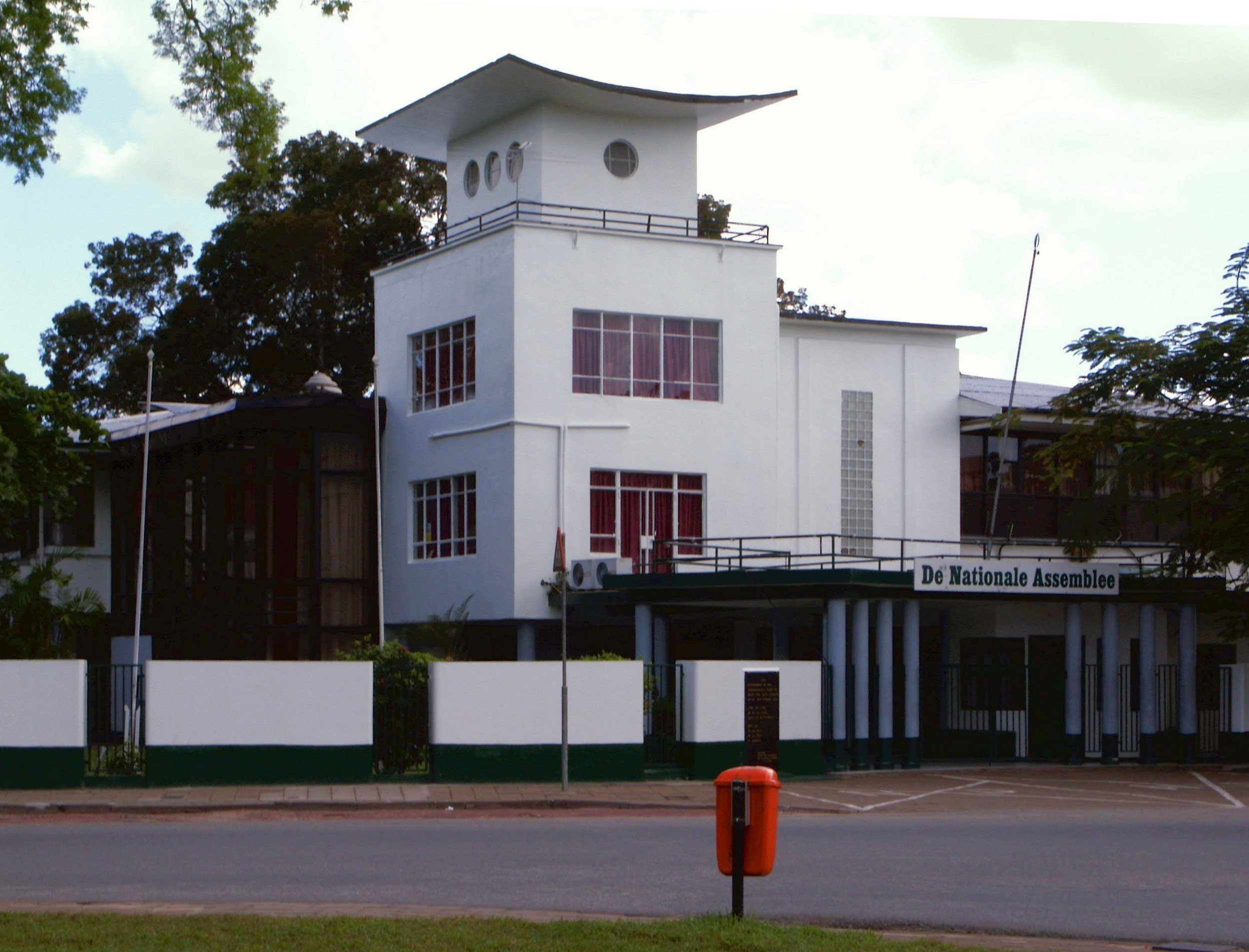
Assemblea nazionale del Suriname

L'Assemblea nazionale, composta da cinquantuno membri ed eletta ogni cinque anni, ha potere legislativo, mentre il presidente della Repubblica, eletto dall’assemblea, detiene il potere esecutivo.

#### Ordinamento scolastico
In Suriname l'istruzione è obbligatoria e gratuita tra i sei e i dodici anni.
La scuola primaria dura sei anni ed è seguita da due cicli di istruzione secondaria. L'Università Anton de Kom è attiva dal 1968 e ha sede a Paramaribo.

#### Sistema sanitario
Il sistema sanitario è pubblico ma scarsamente organizzato. Infatti vi sono solo pochi ospedali sparsi in tutto il Paese.

#### Forze armate
Non esiste una vera e propria istituzione militare, ma il 25 novembre del 1975 il governo surinamese ha fondato un esercito per difendere la propria indipendenza dai Paesi Bassi.

#### Economia

Struttura delle esportazioni del Suriname nel 2017

L'economia del Suriname è dominata dall'industria della bauxite, che costituisce il 70% dell'esportazione. Altre importanti risorse sono il riso, le banane il cotone, il caffè e il tabacco. Il Paese ha recentemente cominciato lo sfruttamento delle sue più grandi riserve di petrolio e di oro. Circa un quarto della popolazione lavora nel settore dell'agricoltura. L'economia del Suriname è molto dipendente dai suoi principali partner commerciali: i Paesi Bassi, gli Stati Uniti e i Paesi caraibici.

#### Trasporti
- Guida a sinistra.
- Vie di comunicazione scarse.
- Rete stradale: 4304 km.
- Rete autostradale: nessuna.
- Rete ferroviaria: 157 km.
- Rete navigabile: 1500 km.

La flotta nazionale consta di diciannove navi per 7 824 tonnellate di stazza lorda.
L'Aeroporto Internazionale Johan Adolf Pengel è situato a Paramaribo e movimenta circa 175 000 passeggeri l'anno.

#### Turismo
I maggiori flussi turistici provengono da:
- Paesi Bassi 66%
- Stati Uniti 3%
- Francia 2%
- Altri 29%[senza fonte]

## Ambiente
La protezione del territorio si estende sull'11,5% (2007) dello stesso.

### Flora
La vegetazione del Suriname è caratterizzata da foresta equatoriale, con presenza di essenze pregiate come Lacuma mammosa, Copaifera bracteata, Bombax ceiba e altre.

### Fauna
Una specie tipica del Suriname è la Rupicola peruviana, un uccello dall'aspetto caratteristico e dal piumaggio color arancione vivo (il maschio, la femmina è grigia) che nidifica in prossimità degli ammassi granitici che emergono dalla foresta amazzonica del Paese.

## Cultura
In ambito culturale hanno dato anche un importante contributo poeti come Corly Verlooghen o musicisti o cantautori come Kishen Bholasing o Jeangu Macrooy.

### Patrimoni dell'umanità
Alcuni siti del Suriname sono stati iscritti nella Lista dei patrimoni dell'umanità dell'UNESCO.

### Letteratura
Tra il XX e il XXI secolo si è affermata la scrittrice e storica Cynthia McLeod, autrice di interessanti libri per bambini

## Sport

### Nuoto
Nel nuoto, 100m farfalla, Anthony Nesty ha conquistato l'oro mondiale a Perth, nel 1991.

### Calcio
La Nazionale di calcio del Suriname è stata Campione in Coppa dei Caraibi nel 1978.

### Giochi olimpici
Il primo oro olimpico (prima medaglia olimpica per il Suriname) fu conquistato nel nuoto con Anthony Nesty ai Giochi olimpici di Seul nel 1988.

## Ricorrenza nazionale
- 25 novembre: Onafhankelijksheidsdag: si celebra l'indipendenza dal Regno dei Paesi Bassi, nel 1975.